# Petite Gette
Petite Gette är ett vattendrag i Belgien.   Det ligger i regionen Flandern, i den centrala delen av landet, 50 km öster om huvudstaden Bryssel.
Trakten runt Petite Gette består till största delen av jordbruksmark. Runt Petite Gette är det ganska tätbefolkat, med 134 invånare per kvadratkilometer.